# PLA2G2D
PLA2G2D (англ. Phospholipase A2 group IID) – білок, який кодується однойменним геном, розташованим у людей на короткому плечі 1-ї хромосоми.  Довжина поліпептидного ланцюга білка становить 145 амінокислот, а молекулярна маса — 16 546.
| 10         |  | 20         |  | 30         |  | 40         |  | 50         |
| ---------- |  | ---------- |  | ---------- |  | ---------- |  | ---------- |
| MELALLCGLV |  | VMAGVIPIQG |  | GILNLNKMVK |  | QVTGKMPILS |  | YWPYGCHCGL |
| GGRGQPKDAT |  | DWCCQTHDCC |  | YDHLKTQGCS |  | IYKDYYRYNF |  | SQGNIHCSDK |
| GSWCEQQLCA |  | CDKEVAFCLK |  | RNLDTYQKRL |  | RFYWRPHCRG |  | QTPGC      |

A: Аланін

C: Цистеїн

D: Аспарагінова кислота

E: Глутамінова кислота

F: Фенілаланін

G: Гліцин

H: Гістидин

I: Ізолейцин

K: Лізин

L: Лейцин

M: Метіонін

N: Аспарагін

P: Пролін

Q: Глутамін

R: Аргінін

S: Серин

T: Треонін

V: Валін

W: Триптофан

Кодований геном білок за функцією належить до гідролаз. 
Задіяний у таких біологічних процесах як метаболізм ліпідів, деградація ліпідів, поліморфізм. 
Білок має сайт для зв'язування з іонами металів, іоном кальцію. 
Секретований назовні.